# Matsigenka
Els Matsigenka son un grup ètnic de les terres baixes d'Amèrica del Sud, se situen al sud-est de Perú i habiten en diferents comunitats esteses al llarg del territori que traspassa el riu Urubamba (Província de La Convención i Província del Manu). L'idioma reconegut per aquesta ètnia pertany al tronc Arahuac. El terme Matsigenka no es una denominació imposada per els membres que s'engloben dins d'aquesta ètnia. La forma de referir-se als indígenes de l'Amazònia ha anat variant al llarg de la història i, recentment els matsigenka actuals han acceptat aquesta denominació no com a terme limitatiu del que són o no, sinó com a categoria que engloba a els éssers humans del seu territori compartit.
El terme Matsigeka com autodeterminació del grup ètnic és d'origen recent, a mitjans del segle xx. Degut al desconeixement i la falta d'interès de la diversitat ètnica o la seva autodeterminació per part dels colons, els indígenes eren agrupats en termes col·lectius. Fins al segle xix en els documents colonials i de principis de la República, el coneixement dels habitants indígenes era limitat i els nombres més comuns utilitzats per referir-se a aquests era Andes, Antis, Chunchos Manaríes però fou el terme Campa, al final del segle xix el que va reemplaçar als anteriors. Una denominació associada a l'orde franciscà, la qual tenia com encàrrec l'evangelització de la zona de l'Urubamba.
Altres termes, d'origen hispà, per denominar als Matsigenka han estat Machiguenga i Machiganga. Amb la creació de les Prefectures Apostòlica d'Urubamba i San Francisco (1900) per part dels franciscans i amb la posterior administració de la prefectura per part de la orde dominicà es va propiciar l'ús d'aquests nous termes; desbancant la generalització que portava el terme Campa.
No obstant això, aquestes denominacions es donen en els discursos de les elits més que entre els colons, ja que aquest acostumaven a referir-se als indígenes amb termes despectius com salvatges o chunchos.

## Llengua i família lingüística
Les categories ontològiques a través de les quals els matsigenka s'han delimitat fins al moment eren simples; aquelles que eren matsigenka i les que no. La paraula matsigenka, en funció del context, vol dir humà, persona o s'utilitza per a referir-se a membres individuals. Dins d'aquesta idea, tal sols compresa en funció del context en que s'utilitza, engloba els esperits, en els pobles amazònics, mentre que els animals i les plantes tant es podien considerar dins d'aquesta categoria com no. En la noció de no matsigenka hi ha els dimonis, la gent blanca i andina, els animals i les plantes.
Amb el pas dels anys i el contacte amb els blancs, la idea d'ètnia ha començat a adquirir rellevància per a ells també. Aquests fet es calcula que es produeix entre els anys seixanta i setanta del segle passat. La inclusió dels blancs i els andins dins les seves categories és degut a la influència política que ha tingut aquesta idea intervenint en la solidaritat que se sent amb els grups reconeguts dins el nosaltres i els altres. La principal diferència la troben entre els pobles amazònics i no amazònics, definint així que un grup és matsigenka si comparteixen trets en comú com l'idioma o costums. Tot i així, la pertinença a la mateixa ètnia i filiació no és automàtica sinó fruit d'una reflexió. Tal com ho defineixen es pot entendre que l'etnicitat podria ser adquirida, aprenent l'idioma per exemple, i l'afiliació ètnica podria canviar per la mateixa raó. El matís que afegeixen està relacionat amb la seva forma d'assentaments i la participació en la vida social per ser considerat un motsigenka més.

## Situació geogràfica, demografia i breu història
La població estimada que es pensa que conforma la totalitat de les persones matsigenka son uns 10.000 habitants. El sistema fluvial té un paper icònic com a marcador d'identitats socials dins de l'organització social dels matsigenka i un element crucial per l'orientació espacial dins el territori ocupat per aquest grup ètnic.
Aquest poble indígena no habita una zona única, la seva ocupació espacial és diversa. Les comunitats es troben des de la Serra Andina fins a la selva amazònica: la comunitat Huacaria (amb una gran població matsigenka), petits grups en comunitats com Shintuya, Diamante o al llarg de les ribes dels rius Palotoa i Piñi-piñi o dins del Parc Nacional del Manu (zona de Madre de Dios) on existeixen tres importants comunitats matsigenka: Shipetiaari, Tayakome y Yomybato. Una minoría del total de la població viu a la zona del Apurímac.
La gran extensió del territori que habiten els Mitsigenka es divideix en la secció nord (part de la seva baixa amazònica) i la secció sud (part del contrafort dels Andes). Aquesta diferència territorial és deguda a les grans variacions ecològiques i de la biodiversitat que conforma aquestes zones. La transició d'una secció és molt notòria, tant físicament com de temperatura. Dividim aquesta diversitat en:
Secció del nord; paisatge accidentat amb grans cims i valls estrets dels quals aflueixen rius de fortes corrents. Es troben ràpids amb freqüència, sobretot si descendeix des del riu Urubamba: abans d'accedir a la planícia amazònica on travessa el canyó Pogo de Mainique o en idioma dels matsigenka Megatoni (part alta) i Tonkii (part baixa).
Secció sud; està formada per extenses planes i turons. Els rius són més grans que en la selva alta i més calmats, el que proporciona una major facilitat per la navegació.
Els Matsigenka diferencien les estacions en termes del nivell de l'aigua dels rius. La zona sud és més humida que la nord, mentre que aquesta última és més càlida que la primera.
Pel que fa a les precipitacions, aquest grup ètnic divideix les estacions entre Kimoárini temporada de pluges i Shiriagárini època seca.
L'època de pluja es troba entre octubre/novembre fins a febrer/març. Gener és el mes més plujós. Durant aquesta temporada les pluges són més freqüents i les grans precipitacions causen destruccions de camins i ponts. Això pot produir aïllament de regions. Aquest fenomen d'aïllament es causat per la intensa desforestació de la zona.
L'època seca es dona entre març/abril fins a setembre/octubre. Les precipitacions segueixen sent freqüents però no de tanta intensitat o en intervals més curts. Durant la Shiriagárini la temperatura baixa dràsticament a la nit, sobretot en la part alta, sent 10º aproximadament la temperatura durant la nit i 20º de màxima al llarg del dia.
Gràcies a restes arqueològiques trobades en les regions que ocupa aquest grup indígena es coneix que han estat habitades per un llarg període, però poc se sap de la història precolombina dels Matsigenka pel fet que la informació es basa en la tradició oral i descripcions dels cronistes espanyols. Unes cròniques marcades pels interessos dels mateixos colonitzadors i amb influència o conceptualitzacions andines (zona de més fàcil accés per a la dominació territorial) en referència a la selva o els seus habitants.
Es considera que les relacions de la selva i els seus habitants amb la Serra era de naturalesa econòmica amb la comercialització de productes com el tabac, pells o animals vius per part dels Matsigenka i d'eines de bronze, sal o tèxtil per part dels habitants de la Serra com els Inca.
Influencia Inca: Durant el segle xvi la serralada andina estava dominada pels Inca, i la relació que es considera que es va establir amb la població de les muntanyes com els Matsigenka era comercial fins que els colonitzadors espanyols van acabar amb l'imperi Inca. Però les influències dels Incas a la cosmologia matsigenka persisteix com a elements complementaris en l'elaboració de mites com en els dels déus Inkarrí i Pachakamue o a la denominació d'una classe d'esperits saangarite anomenats Inkakuna (Paraulas andines).
Les terres baixes tropicals van rebre l'interès dels colonitzadors després de la presa de poder de Cuzco per les històries fantàstiques que prometien ciutats d'or i gran quantitat de riquesa al llarg d'aquestes regions. Es coneixen dues grans expedicions per la cerca de noves terres; la de Pedro de Candia (1539) i la de Juan Álvarez Maldonado (1567). Les dues foren repel·lides pels indígenes armats amb arcs i fletxes, com a conseqüència els espanyols van estar durant molt de temps evitant l'expansió territorial per les zones tropicals de tan difícil accés i concebudes com a zones salvatges; de perill.
Això va derivar que la zona selvàtica es convertís en lloc de refugi pels que fugien del govern colonial com van ser els esclaus d'origen africà i els indígenes de les regions dominades pels espanyols. Fins i tot; abans de la caiguda de la dominació Inca, es pensa que l'Inca Túpac Amaru I va intenta evadir les forces espanyoles escapant a la zona amazònica.
Els espanyols varen dominar i establir-se en la província de Vilcabamba, on els matsigenka comercialitzaven amb els inca. Després de la caiguda de l'imperi aquests intercanvis van continuar; en aquest cas amb els colons. Documents dels inicis de la colònia relaten algunes visites dels manaries (terme per referir-se de forma col·lectiva als indígenes de la selva amazònica) eln 1580 on comercialitzaven amb diferents productes.
El projecte de colonització de Vilcabamba va ser una decepció dels espanyols, les seves previsions de riquesa minera van ser majors que la realitat trobada i, encara que l'explotació dels indígenes com a mà d'obra va ser gran, la producció optima de riquesa no es donava. Finalment, aquesta província va convertir-se en zona de refugi, ja que els espanyols circulaven però no exercien un control efectiu i el principal interès el trobaven més en la producció agrícola que no per la colonització en termes territorials.
Dins de la província de Valcabamba, una de les missions-hacienda; la de Cocabambilla se situava a la perifèria del territori matsegenka i fou el punt focal de la relació amb la societat nacional fins a la darreria del segle xix. Actualment, a causa de la posterior expansió colonial per les terres baixes, els matsigenka varen retirar-se de la zona pròxima a Cocabambilla.
Es coneix que les zones habitades pels matsigenka són diverses. Es creia que aquesta diversitat era fruit d'una estratègia de defensa com a conseqüència d'enfrontaments interètnics però la realitat mostra com el model d'assentament actual coincideix en gran manera al que el Padre Juan Font va descriure en 1602. No obstant això, sí que s'han donat moviments dels assentaments, causats pels estralls de la indústria del cautxú, la desforestació massiva i l'explotació de la mà d'obra. Afectant així a l'organització territorial d'aquest grup ètnic.
Els pobles indígenes, no només matsigenka, fugien de la situació d'explotació, maltractament i de la propagació de malalties que va comportar aquesta indústria. S'internaven en la selva per no ser obligats a treballar en les companyies d'explotació el que va provocar la dispersió de moltes ètnies.
Tanmateix, no només va haver-hi moviments de fugida sinó que es van donar resistències a través de la força i l'astúcia dels indígenes per evitar aquesta situació; els matsigenka no es consideren víctimes passives de l'explotació del cautxú.

## Sistema econòmic
Es busca més proximitat a les zones més altes, tot i no ser tan nutritives i sense arribar a envair-les, ja que és on resideixen els saangarite, uns esperits benignes en quan a la seva relació amb els humans. A prop d'aquests, es poden observar uns descampats que compten amb una o dues cases, connectades amb la resta del seu grup per una distància d'aproximadament quinze minuts a peu. Aquest separació física és deguda a la seva independència, el desig d'evitar conflictes i preservar la seva intimitat.
Aquests assentaments no solen durar gaire més de vuit anys a causa dels materials amb què construeixen les seves cases i les epidèmies que es poden generar. Tenen la necessitat de trobar un territori menys explorat, en un espai pla, deixant descansar l'actual. L'única excepció la construeixen aquells que es troben en relacions de proximitat amb els colons i que han decidit adoptar en major mesura la seva forma de viure. Els nous assentaments es decideixen en funció de la seva proximitat amb els seus conreus i les altres chacras. Els habitants del baix Urubamba són els més proclius a actuar d'aquesta manera. Això també afavoreix a la reproducció de la caça i la pesca.
Les seves cases solen estar construïdes en forma ovalada, al terra, comptant amb uns deu metres de llargues i cinc d'amples, pocs mobles i habilitant unes plataformes de fusta o uns teixits col·locats directament al terra per a poder dormir. Els materials que més s'utilitzen són la fusta de la palmera pona per a les parets i les seves fulles pel sostre. Hi ha altres que poden ser circulars o quadrades. Aquestes últimes compten amb la característica que pot estar construïda sobre pilars. Tot i així, tingui la forma que sigui, totes tenen un fals sostre on guarden la majoria dels seus objectes, armes o escales i un fogó per cada dona amb fills que hi hagi a la casa. Damunt d'aquests també hi ha unes cistelles en les quals poden desar el menja.
La seva organització de les tasques sol estar regida per la separació en funció de gèneres. Un exemple seria l'aprovisionament de llenya per a la llar, feina del cap de la família o algun noi adolescent, a primera hora del dia o començada la tarda.

## Producció
La forma de subsistència dels Matsigenka és a través de la caça, la pesca, la recol·lecció i els conreus, proveint-se de les seves eines gràcies als recursos locals, tot i que la relació entre aquests i els colons els ha proporcionat alguna eina o material nou. Un bon exemple són els utilitzats per a la caça; les escopetes o el metall per els seus matxets o els tèxtils. Aquests estan sent relegats a un segon pla gràcies a la roba occidental, especialment per als homes. Filar i teixir segueix sent una gran activitat entre les dones Matsigenka i tan sols aquelles que estan en contacte continu amb la societat nacional no tenen un cushmas. Aquesta activitat és delega a l'àmbit privat de les dones. Tot i que la majoria de les seves tasques es realitzen en grup, teixir es deixa per quan es troben soles.

### Agricultura
L'agricultura és l'activitat a la que dediquen més temps i de la qual treuen més nutrients. Tot i que no existeix una especialització clarament delimitada com en altres àmbits,  la seva agricultura cobreix les seves necessitats.
En l'època més seca de l'any, entre el juny i mitjans de juliol, els homes tallen els arbres per deixar espai a la plantació. Aquesta activitat es pot fer en solitari o fins i tot en grups de quatre si aquest compta amb fills que encara viuen en la llar familiar, nebots, cunyats o altres familiars. Si no es dona el cas, és possible que s'hagi preferit l'ajuda d'altres que estan en la mateixa situació que ell. Així doncs, una tasca pesada es pot convertir en una social en la qual es pot comptar amb l'ajuda dels parents o els amics. Aquesta tasca de desbrossament, pot durar entre quatre i set dies en funció de la dimensió de la chacra.
El lloc idoni per a les noves plantacions és als vessants de la muntanya on, primer, tallen els arbres parcialment fins que arriben al límit fixat, després, al baixar, els tallen per complert. La crema es fa entre setembre i octubre, poc abans de la temporada de pluges i mai és total per tal de garantir l'aprovisionament de llenya pels fogons. La realització d'aquesta operació se sol fer un cop a l'any i al voltant d'altres chacres. Tan sols abandonen el lloc, quan consideren que la terra ha de descansar. La sembra comença tan bon punt el terra ja no està calent. Les plantacions es regeixen en funció del gènere.
Primerament, comencen a cultivar blat de moro, yuca, tabac, cafè, coca, etc. que són productes considerades les de primera necessitat, de comerç i que estan principalment relacionats amb els esperits saangarite. Totes aquestes plantacions compten amb molta varietat de cada espècie, tenint fins a vuit espècies diferents tan sols de yuca. A continuació, enmig d'aquestes plantes, les dones aprofiten per cultivar cotó i plantes medicinals. Segons les seves creences, hi ha plantes que tan sols poden ser cultivades per un gènere i collides per l'altra, tot i que aquesta darrera activitat està més associada a les dones. A partir de la primera collita, aquestes chacras poden durar entre tres i cinc anys.
Amb el pas del temps, les costums han anat canviant; si abans l'única collita que realitzaven els homes era la de tabac i plantes psicoactives, avui en dia també estan especialitzats en la collita de les plantes utilitzades per a comercialitzar.
Una característica de l'agricultura dels matgisenka és la no utilització de les terres que estan en descans. Aquest període pot durar fins a deu anys i la probabilitat que tornin a una terra ja conreada és baixa.

### Animals domèstics
Entre els animals que domestiquen els matsigenka es pot trobar el gos, utilitzat per a la caça, i les gallines -i a vegades ànecs i galls dindi- per a la seva comercialització. Aquesta darrera intenció sol ser frustrada pels animals furtius que els maten els animals durant la nit.

### Caça
Tot i que l'agricultura i la pesca sigui amb tota probabilitat la font més important per aconseguir nutrients, conceptualment es percep la caça com el sustenta més fort i l'àmbit que està més marcat per l'àmbit simbòlic i també on es toquen temes de gènere. Està comprovat que la caça escasseja cada cop més i s'és conscient de la influència que els assentaments colons hi tenen. Això és més habitual a Alt Urubamba que és on es localitzen principalment. Aquesta se centra bàsicament en la caça d'aus. En zones menys afectades es poden trobar micos, cérvols, rosegadors, etc.
Per començar, qui realitza aquesta tasca és l'home. Les seves expedicions solen durar un dia, des que despunta aquest fins a primera hora de la tarda un cop o dos per setmana, augmentant la seva freqüència durant la temporada de pluges. L'home marxa amb l'estómac buit, amb el convenciment que aquest fet l'obligarà a estar més atent i a posar més empremta per a atrapar la seva presa, la cara pintada amb dues o tres línies en horitzontal i una en vertical amb un tipus de pintura concret sankenarentsi, amb una pasta vermella, per tal de confondre els animals, una mica de yuca, una bossa, tsaigi, amb coca, tabac i piri-piri o ivenkiki i un jove que pugui portar la cacera cap a casa.
La caça està molt ritualitzada, i comença amb la prohibició de les dones a assistir a les expedicions com a causants de cridar els dimonis kamagárini o enfurismar els saangarite a causa de l'olor menstrual. No es poden tenir relacions una nit abans de l'expedició si es vol tenir èxit. Això provocaria la pèrdua de la força i la punteria. Tot i així, els homes sempre porten les seves armes, sigui l'arc i fletxes -objectes construïts o rematats amb cotó, material exclusiu de dones-, l'escopeta o petites pedres per a les aus i, si es troben animals en mig d'una expedició, no dubten en intentar caçar-los.
La immersió en aquesta activitats comença des de petits, escoltant les històries dels més grans o acompanyant-los per tal de portar els animals cap a casa. L'aprenentatge es realitza de manera informal i amb una immersió progressiva. El caçador mai pot tocar els animals abatuts si vol seguir obtenint resultats i, en cas que sigui imprescindible, la seva sang no el pot tocar, arrossega la presa fins a arribar al descampat i allà envia a un jove a recollir-la i entregar-la a la dona del caçador. Normalment resten importància a la fita. Aquest fenomen és degut al convenciment que si se li resta importància està exempt de compartir la carn -activitat que es realitza entre dones- i per demostrar que és un bon caçador que, per norma, aconsegueix preses molt més grans. El repartiment té poques restriccions. La part més gran es sol reservar pels sogres actius i l'única restricció és que el cap de l'animal i els seus budells es quedin a casa del caçador. Aquest no les pot provar i les ha d'enterrar, procurant que les dones no passegin per damunt del lloc on estan enterrades.
Si l'expedició de l'home no ha tingut èxit ràpidament s'oblida. Aquest afirma que tan sols ha sortit a passejar i és així com generalitzen èxit: quan només es parla de les caceres amb resultats..
Una tècnica que es realitza en determinades èpoques de l'any és la construcció d'amagatalls, tant en els arbres, kintorintsi, com als seus voltants, vanlonarintsi, per esperar les preses que van a buscar els fruits o a les preses allà on van a beure aigua. També s'utilitzen trampes, com per exemple la tsimerintsi, per caçar ocells petits.
Per norma, no hi ha cap restricció quant als animals que es poden caçar o no. Aquests es divideixen en comestibles i domesticables, piratsipage, o no. Els que no es solen menjar no implica que no es puguin matar. Les serps, que són no comestibles causen terror i aquest és un bon argument per matar-les si es posen en el seu camí.
Els matsigenka estan convençuts de la necessitat de mantenir bones relacions amb els esperits que tenen cura dels animals, és a dir els saangarite, per poder seguir tenint èxit. Si els animals no són tractats amb el respecte que es mereixen aquests es poden enfurismar i retirar-li el beneplàcit per exercir aquesta activitat.
Per a poder ser un bon caçador, s'ha d'estar atent, tenir bona vista, camuflar la seva olor dels animals i no faltar-li el respecte amb les paraules, per això prenen mesures com l'aplicació d'herbes medicinals, gotes per a treure la tela dels ulls del caçador i el seu gos, portar petits piri-piri en funció de l'animal que es pretén caçar o confondre’ls amb paraules perquè no descobreixin que l'objectiu està posat en ells.
El respecte per les preses es demostra fins i tot després de la seva mort. És important qui els toca després, qui els cuina i amb quines armes ha estat abatut. Si les armes eren noves, el caçador s'hauria d'abstenir a provar-lo i, si s'ha caçat més d'un animal, no se'n pot menjar un sense abans acabar l'altre o cuinar-los a la vegada. En cas contrari, l'home que l'ha matat perdria la punteria.
També hi ha caceres que poden durar més d'un dia. En aquests casos es solen portar a altres familiars; com cunyats o gendres, convertint l'activitat en quelcom social. Tot i així, el comportament ritual que es demostra es deu a totes les relacions que estan implicades, amb els animals i els esperits. Com més bones siguin aquestes relacions, més èxit es tindrà en l'empresa.

### Pesca
La pesca és aquesta activitat a través de la qual s'aconsegueixen més proteïnes animals i podem comptar fins a vuit tècniques. Tot i l'afirmació que aquesta és cada vegada pitjor a causa de la congestió de la població amb l'aparició dels colons i els treballadors de les petrolíferes, segueix comptant amb altes probabilitats d'èxit. Les tècniques que s'utilitzen estan determinades per l'època de l'any, les condicions de l'aigua i les preferències de cadascú. Aquesta activitat no està tan idealitzada com la caça així que la poden practicar els dos gèneres, comptant amb formes de pesca especialitzades per cadascú o compartides.
Les tècniques que es poden utilitzar són; 1. La pesca amb ham i cordill. Es practica durant la temporada seca i és indiscriminada; la poden utilitzar tan homes com dones. Es sol realitzar al matí o entrada la tarda per a tothom, en especial pels joves. 2. El mètode del verí és en el més elaborat i el més multitudinari. Aquest verí, extret de les arrels de la planta kogí es pot llançar directament al riu, en una de les parts de l'embasament o en el riu on s'han construït les preses. Tot i que la preparació d'aquests verí és tasca dels homes, també poden participar les dones en la recol·lecció dels peixos, però és important remarcar que la seva repartició no és igualitària. Tothom porta cap a casa tan sols allò que ha pogut agafar. Malgrat tot, es considera un esdeveniment social. 3. La pesca amb dinamita ha sorgit com una alternativa a la del verí o s'utilitza en època d'escassetat. Tothom el pot llançar, per tant no fa falta convertir-lo en una trobada social. Així doncs, els beneficis són exclusivament per a la família que l'ha llançat. 4. La pesca amb matxet és exclusiva dels homes. 5. La pesca amb les mans és indiferent qui la practica. La qüestió radica en l'habilitat de qui la practica, per tant, és més popular entre els més joves. 5. La pesca amb xarxes no està especialitzada per gènere, però cadascú compta amb un tipus especial de xarxa. La kitsari té el teixit més flexible, serveix per capturar gran peixos i està limitada als homes. És l'eina més carregada de supersticions de l'activitat de la pesca, ja que, qui l'ha teixit no pot trepitjar cap os d'animal ni pot provar cap peix del pescat si no vol que la xarxa es trenqui ràpidament. Aquesta és molt difícil de fer i s'ha de tenir una gran habilitat i experiència per tal que surti bé. Per contra, la shiriti és més fina i està reservada per a les dones. Les tres tècniques restants es delimiten a determinades regions i són; 6. la pesca amb fletxa, 7. la pesca amb arpó i 8. la pesca amb trampes. Aquestes no compten amb gaire popularitat.

### Recol·lecció
Aquesta activitat és més discreta i no gaudeix de gaire importància com a mitja de subsistència. Els matsigenka es dediquen a aquesta tasca mentre viatgen d'un punt a un altre i es popularitza en les temporades seques mentre es realitzen viatges socials de curta o llarga distància i temporalitat. La recol·lecció, tot i la seva varietat, es considera com una espècie d'aperitiu que es menja al moment.
Una menció important és la recol·lecció de larves, ja que es barreja la tècnica de recol·lecció amb la de criança. Alguns arbres i palmeres es tallen expressament al final de la temporada seca i començament de la temporada plujosa. Quan aquestes comencen, obren els troncs per a recollir les larves que els insectes hi han dipositat.

## Organització social i política

### Sociabilitat
Els matsigenka no tenen una jerarquia social clarament delimitada, sinó que les seves relacions es basen principalment en la llibertat de l'individu i el seu autocontrol. Com més domini té una persona de si mateixa més preparada està per a la vida en societat. Aquest comportament no és tan restrictiu dins les unitats domèstiques i es suposa que aquesta és la raó per la qual els assentaments són tan dispersos. Necessiten de la vida social però aquesta no està clarament delimitada.
Aquest grup és capaç de reconèixer tres estadis diferents de relació: el grup domèstic, el grup residencial i el grup d'assentament. El primer el defineixen com nomagaigira aquells amb qui dormo, el segon estadi són aquells a qui veig o noneigira. Són el nombre de grups domèstics relacionats principalment per les unions matrilineals. El grup d'assentament està definit com els grups residencials dins una àrea específica.

### La unitat domèstica
Generalment està formada per una parella i els seus fills. Els nens, solen començar a independitzar-se a partir dels deu anys, mentre que les noies, que comparteixen un gran vincle afectiu amb els seus pares, es poden arribar a quedar fins i tot després del matrimoni.
La casa compta amb diversos espais. Està la casa principal, la cuina, la casa que s'utilitza per als convidats i una per si tenen animals. Tot i que dins la casa hi ha espais clarament delimitats per a cada gènere, aquests són fàcilment transgredits. Aquest sol ser un acte més freqüent des de la part masculina i més quan hi ha en joc la presència d'infants.

### El grup residencial
En la primera fase del matrimoni, la nova parella sol establir un model residencial uxurilocal abans de poder-se independitzar. Aquest desig es manifesta de forma diferent dins la parella. Normalment la dona sol buscar la possibilitat de seguir estant prop de la seva família mentre el gendre busca estar el més lluny possible per tal d'evitar el control que el sogre pot exercir sobre ell. La voluntat de la dona sol ser la que preval i la vida social i la influència dels seus familiars segueix estant molt present.
La relació entre la nova parella i els parents més propers es sol perpetuar mitjançant visites. Aquestes solen ser desiguals, ja que, la casa dels sogres és el lloc focal de retrobament. Si aquests no es comporten com és esperat i perden la seva influència, passen a ser anomenats avis enlloc de sogres i això causa el deteriorament de la seva importància i, per tant, de les seves visites. Aquests, gradualment, cedeixen el poder a una nova parella, més jove que es converteixen en els nous adults.

### Subagrupaments
Aquests grups poden ser de tres classes; individus que circulen entre els diversos grups, les iniciatives que integren més d'un membre de diversos grups residencials i les relacions entre unitats domèstiques focals dels diferents grups residencials. El primer es compon de joves que s'han independitzat i busquen casar-se, el segon són les relacions que es donen per exemple en la pesca amb verí i la tercera està formada per homes d'importància que van a visitar la casa focal.
Val a dir que aquestes relacions no solen ser formals ni duradores llevat que es tracti d'un perill de supervivència real i que amenaça des de l'exterior.

## La terminologia de les relacions
Actualment, els matsigenka compten amb dos noms; el primer per al registre civil i el segon, el que s'utilitza dins la comunitat. Tenen  la creença que si algú coneix el seu nom té la capacitat de controlar-los, per això els tracte amb cert misteri; no el diuen gaire alt i el coneix un reduït nombre de persones, normalment els familiars més propers.
Quant a la seva terminologia del parentiu, fan una distinció clara entre els parents creuats i els paral·lels que porten a les generacions ascendents i descendents d'ego. Als familiars més llunyans no se’ls distingeix més enllà del seu sexe. Aquestes categories tenen més rellevància quant a l'edat dels membres que es classifica que no a una relació genealògica.

## Cosmologia, sistemes de creences
Com es pot veure, els Matsigenka no estan condicionats tan sols pel sistema ecològic en el qual es troben, sinó que la cosmologia, els factors socials i els històrics també afecten.
Els assentaments en que es troben estan situats lluny dels afluents dels grans rius, demostrant la seva preferència pels més petits. La raó és deguda a la seva creença que els primers estan units amb el món subterrani, el inframón, i els dimonis anomenats kamatsirini.
La contribució de la corona espanyola a les missions depenia de la quantitat de persones que convertien al cristianisme les diferents ordes religiosos.
La missió-hisenda de Cocabambilla a càrrec de les ordres no tenia interès en la conversió dels habitants de la zona de Vilcabamba sinó en la producció de mitjans per a l'evangelització d'altres zones de Perú. Del segle xvii al XIX no hi ha un gran interès en la conversió dels matsigenka atesa l'atenció dels missioners en l'evangelització dels Yine, ja que es trobaven agrupats en aldees -a diferència de la dispersió dels pobles Matsigenka- i podrien oferir a la corona millors resultats per rebre la contribució.
Les diferents encarregades de la hisenda -jesuïtes, dominics (1768-1798), franciscans (1798-1898), i de nou, dominics (1902)- van fer expedicions al llarg del riu Urubamba en las que van establir relacions o van portar-se a alguns matsigenka a Cocabambilla, però els Yine van seguir sent el grup d'interès principal per a la seva conversió.
La hisenda, però, continuava tenint una importància geogràficament estratègica, ja que molts indígenes de la zona de l'Urubamba accedien per si mateixos a Cocabambilla amb intencions comercials.
Les missions han estat esporàdiques entre els matsigenka des del segle xvi. No va ser fins al segle xx, amb l'administració per part de l'ordre dominicana, que els missioners varen instal·lar-se de forma permanent al territori; concretament a Chirumbia. Aquesta convivència permanent i la creació de l'Instituto Llingüístico de Verano (1952) van ser dos punts indispensables per l'evangelització dels matsigenka.
Aquests processos religiosos tenen una naturalesa ambigua; han buscat la conversió i homogeneïtzació cosmològica dels indígenes però també han estat instruments de defensa enfront de les invasions, injustícies i han establert centres tant de salut com d'aprenentatge.
Efectes de les missions en els matsigenka: hi ha molts que es reconeixen com a cristians però els practicants actius són una minoria. Veuen la participació en les activitats de l'església com una forma de vida moderna que volen obtenir, però la gran majoria mantenen els seus sistemes de creences indígenes. El cristianisme conviu amb aquestes creences en una cosmologia compartida: els indígenes han acomodat els elements cristians als sistemes indígenes.
Els matsigenka no tenen una visió del món única o invariable sinó que la seva cosmologia es forma a partir d'un conjunt de narracions de mites que van transformant-se per recrear les representacions del món canviant. També hi ha diversitat dins d'aquestes narratives segons les zones d'habitat, però sí que hi ha elements i categories bàsiques que són compartides, cosa que dona consonància als relats cosmològics del conjunt de matsigenkas.
Elements que sí que són determinants per la cosmologia matsigeka, a diferència de la ideologia occidental, és la interrelació i influència mútua del món humà i el sobrenatural, a més de l'absència de divisió entre bo/ dolent; no hi ha una classificació del món moralment sinó entre perfecte o imperfecte.
La concepció que tenen vers l'univers està subdividida en diferents visions del món; les formes més recurrents són: Món dividit en tres o en cinc. L'univers basat en cinc mons, amb diferències entre ells, és el més elaborat.
Les diferents visions del món comparteixen el seu origen en el mite de la creació basat en una disputa entre els dos déus creadors: Tasorintsi (qui va crear als humans i les coses perfectes o útils) i Kentivákori (qui va ser incapaç de crear coses útils; se li adjudica la creació de les coses imperfectes).
Els éssers sobrenaturals es poden moure lliurement pels diferents mons; no estan limitats a un espai intransferible, mentre que els humans no tenen la mateixa llibertat però en determinades ocasions poden traslladar-se a altres mons. Per exemple, els xamans i els bruixots, com a experts rituals, amb l'ajuda de drogues poden moure’s a través dels somnis o de forma inconscient.
Aquests cinc mons estan connectats pel riu còsmic, el qual s'associa geogràficament amb el riu Urbamba o també conegut com a Eni.
Per als matsigenka són les relacions socials més que no les característiques inherents de la persona que fan ser membre del grup.
Un exemple podria ser la seva forma d'assentament: al voltant d'un riu. Donada la importància que aquests tenen per a la seva cosmologia, els sistema fluvial serveix com a referent per a l'organització de la pertinença social; ser membre de tal grup de la ribera de tal riu. El més important per a aquests és el riu Urubamba. Les següents classificacions són els seus afluents; Yavero, Timpía i Camisea. És on se situa el grup més bàsic d'aquesta jerarquia, el grup familiar.
Generalment, els matsigenka no reclamen la legitimitat per a cap territori. Degut a la seva forma d'assentaments, els grups poden formar-se o desaparèixer en funció dels fluxos poblacionals. Per això no tenen consciència de propietat de cap territori, reconeixent que la disponibilitat de recursos pot ser una raó per la no utilitat d'enclavaments anteriors.
Gràcies als missioners, els seus territoris es declararen comunitats natives l'any 1970, protegint-se d'aquesta forma dels fluxos migratoris dels colons cap a la muntanya. La delimitació pot ser motiu de conflictes quant a l'accés i el control de la terra.
A la mitologia, es fa referència al territori i la seva ubicació, tot i que és molt difícil poder situar-ho. Solen ser referents en relació amb el riu, amunt o avall, o dins o fora del bosc. Amunt no tan sols es refereix a la posició del protagonista dins l'espai i la història, sinó que és una metàfora per fer referència al principis del temps i a baix, a la fi del món. Dins del bosc representa el perill i la necessitat de dominar-lo en forma de chacras o assentaments, mentre fora és exposar-se.
Aquesta falta d'especificació del territori demostra la poca importància que li donaven a la pertinença en temps pretèrits. Partint que la definició de matgisenka fa referència a humans, no entenien per què havien de protegir les terres d'uns altres grups. Tot i així, durant les darreres dècades, la influència dels colons i els abusos que havien patit a causa de no entendre la raó de la necessitat de protecció, han començat a prendre consciència del dret que tenen sobre les terres. A més, l'especialització en l'agricultura i sobretot en el comerç està provocant canvis en la seva forma d'estructurar-se. Les plantacions de cacau i cafè fan que estiguin menys disposats a canviar-se de chacra, persistint més temps en el mateix territori i al voltant dels seus camps de cultiu, generant un sentiment de pertinença dins el territori.
Visió en cinc mons de l'univers segons la cosmología Matsigenka.

### Els cinc mons
Inkite: món superior, no visible pels humans durant el dia però a la nit es pensa que els estels (Impókiro) són les llums dels habitants d'aquest món. Hi viuen el deu creador Tasorintsi i diferents éssers, uns considerats bells i alegres, i altres concebuts com a monstres horribles i perillosos. Es creu que els paisatges que formen l'Inkite són fèrtils i abundants tant en caça com en animals vius. Els habitants que treballen les fèrtils terres se senten satisfets ballant i beuen molt de masato de yuca.
La part del riu còsmic que es troba en aquest món es coneix com a Meshiareni on els habitants es banyen per mudar la pell o viure eternament.
Menkoripatsa: món situat per sobre dels humans (Kipatsi); visible: el cel. Percebut pels habitants de l'Inkite com el conjunt de núvols que precedeixen el món dels humans
Kipatsi: Món terrenal situat al mig de les cinc divisions. La part del riu còsmic que es troba en aquest món es coneix com a Oyashiaku i s'associa amb poders vitals o vivificants.
Kamaviria: es coneix també com Savipatsake o Apavatsatsetara. Hi habiten esperits dels morts (kamatsirini), monstres i dimonis que veuen el món Kipatsi com al seu cel i se'ls atribueix formes de ser tristes o descontentes. Es percep com un món amb poca llum; de penombres. El paisatge que el forma és poc fèrtil, rocós i les aigües que circulen (riu Kamavenía) estan contaminades. Hi viu el déu creador Kentivákori
Gamaironi: és el món més desconegut pels matsigenka. Es considera com un espai mancat de fertilitat i on, el sol que el precedeix, crema el sól.
Els tres sols: es pensa que són fills de la lluna (Kashiri) amb una dona matsigenka, els dos sols que il·luminen els mons superiors són els més càlids i brillant perquè els habitants d'aquests no estiguin mai en la foscor.

### Saangarite i Kamagárini
Són esperits immortals amb poders que poden intervenir a la vida dels humans. Aquests esperits i els humans no es diferencien a nivell jeràrquic, són creacions d'ordre similar, però la distància entre aquestes categories es basa en el que els esperits poden fer i els humans no. Saangarite es presenta com els esperits de l'ordre i la perfecció mentre que els Kamagárini reprodueixen la imatge de caos.
A pesar de que los saangarite son caracterizados como buenos (kaméti) y los kamagárini como no buenos (tera kamétité), estas dos categorías no constituyen ejemplares morales per se. Los saangarite son solo potencialmente benéficos y los kamagárini son solo una amenaza potencial. No existe una intención del bien o del mal que caracterice a los miembros de cualquiera de las categorías. El bien o el mal no son inherentes a nadie, sino que se generan básicamente a través de la interacción social. Ya que no existen seres buenos ni malos en términos morales, la noción de un castigo trascendental está también ausente. (Rosengren, 2004: 49)
Saangarite: éssers perfectes que avorreixen tot el que és obscè. Són asexuals i neixen del cap dels pares amb forma de petits adults; comunament coneguts com a nens. La seva aparença és de bellesa i fragància, són seduïts pels humans amb elements com el tabac o el piri piri (considerada el menjar principal dels esperits) per mantenir allunyats els esperits perillosos o imperfectes.
Kamagárini: són esperits associats amb la mort, la destrucció i la imperfecció, definits com a dimonis. Es descriuen físicament com a éssers peluts, pudent i amb deformitats. Als esperits masculins se'ls atribueix un penis de gran dimensió i, als Kamagárini femenins, vagines dentades. Alguns dels dimonis més coneguts pels seus raptes i violacions són els Impositoni o els Kepigarite, en el cas de dimonis femenins la més important és Ináenka que es considera la causant d'algunes malalties.

## Altres informacions

### Alguns mites
Mite de la creació dels mons: Tasorintsi va baixar des d'Inkite fins a Kipatsi on era Kentivákori, com que no se saluden entre ells, van començar una disputa per conèixer els poders que cadascú tenia per crear essers. Els dos van fer el mateix: agafar pols a les mans, fregar-les i bufar. Dels intents de Kentivákori van sortir coses imperfectes com sòls infèrtils, cataractes, insectes que piquen, els dimonis o la gent blanca, mentre que Tasorintsi va crea als éssers humans, en un primer moment perfectes, i tot el que és bo; l'harmonia i l'ordre social.
Mite de la imperfecció: aquesta narració exposa la transgressió d'un estat harmoniós al present estat d'imperfecció. Un matsigenka va dirigir-se a Tasorintsi per demanar-li la mortalitat, aquest home volia sentir les debilitats avui dia associades a la humanitat: la possibilitat d'emmalaltir o passar gana. El deu, empipat per la ingratitud de l'home, va anar-se'n de Kipatsi emportant-se amb ell totes les coses perfectes i deixà de preocupar-se més per la humanitat.
Mite del naixement dels sols: Kashiri (la lluna) a qui s'atribueix la transmissió de coneixements i de la cultura als matsigenka, va casar-se amb una jove humana a la qual va atraure amb el seu físic i una yuca verdadera (anterior a aquest moment la gent menjava argila vermella pensant-se que era yuca). El matrimoni va viure amb els pares de la jove als que Kashiri va ensenyar a cultivar tant la yuca com totes les plantes conegudes pels matsigenka. D'aquesta unió van sortir quatre nens; tres dels quals ara són els sols que il·luminen els diferents mons del cosmos. El quart va morir amb la mare al seu naixement.

### Alguns termes Matsigenka[2]
Seripigari: chamhn, el que s'embriaga amb tabac.
Kamarampi: ayahuasca.
Matsipanko: rapinyaire amb cua de tisora de 10cm. Els Matsigenka l'identifiquen com a aliat dels chambn.
Inetsaane: literalment aquell que es conversa, l'esperit auxiliar.
Iserepito: vidre de quars, que pot variar de nombre. S'utilitza pels xamans per protegir-se i per atacar les malalties.
Kavuiniri: al·lucinogen de gran potència no identificat. El seu efecte immediat és la transformació del xaman en jaguar. Tots els xamans que l'ingereixen seran xamans després de morir.
Matsinti: Bruixot o que utilitza els seus poder per a fer mal a la gent.
Mavaintini: tribu matsigenka de mortals. Fa referència a la gent de la comunitat.
Saankarite: literalment tribu de purs i invisibles. Nombre genèric de les tribus Matsigenka de inmortals que habiten a les muntanyes o al cel.
Osarite: tribu del cel, estrelles. Alguns són Porinti, Inkaniava, Impichoari, Saripoto, etc.
Omoguto inkite: melic del cel pel qual pujaven i baixaven els primers Matsigenka.
Isure: ànima que viu dins el cor. És també habitacle d'altres ànimes.
Ananerite: tribu del cel conformada per nens estrella.
Tasorintsi: nombre de deïtats, el poder del qual resideix en bufar; a vegades només en cal una vegada, a vegades vàries.
Maranki: escurçó.
Isuretagantsi: manera de pensar que implica una reflexió que fa èmfasi en les dimensions del interior d'un mateix. És l'expressió de l'ànima isure. D'aquesta forma es comprenen totes les formes de pensar.
Niagantsi: vida y llenguatge, no necessàriament verbal.
Ikantaka: forma de pensar que es representen les coses i s'entenen. També s'utilitza per a entendre que quelcom existeix i hi viu en algun lloc.
Ikaniotaka: manera de denotar que dues coses s'assemblen però no són el mateix.
Ineasanbrira: literalment el que se veu i existeix de debò, la verdadera realitat a la que s'accedeix mitjançant la ingesta d'al·lucinògens o alguns somnis. És el sentit real de les coses.
Inato: esperit maligne de la muntanya que guia, auxilia, defèn i venja als animals comestibles. Sempre viatja amb els animals.
Shintaririra: es qui engendra, cria i defèn les espècies animals. Hi ha un per a cada espècie i són els Matsigenka immortals. Els mortals es posen en contacte amb elles per a demanar animals per a poder caçar.
Ipugatakari: dany produït per esperits perillosos en ser vistos o sentits. També pot ser un mal produït per a una emoció molt forta.
Okimoatake: temporada de creixement dels rius o els hiverns amazònics.
ShimBshiri: Arbre que anuncia l'arribada de l'estiu a través de la seva flor groca.